# Instanciação existencial
Na lógica de predicados, instanciação existencial (também chamada como eliminação existencial) é uma regra de inferência válida, onde dada um fórmula da forma {\displaystyle (\exists x)\phi (x)},  pode-se inferir {\displaystyle \phi (c)} como um novo símbolo de constante ou variável denotada por c. A regra tem a restrição de que a constante ou variável c que forem introduzidas pela regra, devem ser um novo termo que não ocorreu no início da prova.
A regra denotada em notação formal:
{\displaystyle (\exists x){\mathcal {F}}x::{\mathcal {F}}a,}
onde 'a' é um termo arbitrário que não tem sido parte da prova até agora.